# بلنت
بلنت (1770 بإنجلترا في المملكة المتحدة - ) (بالإنجليزية: Blunt)‏ هو لاعب كريكت بريطاني. لعب مع نادي مارليبون للكريكت ‏.